# Prima della pioggia - Sila in festa
Prima della pioggia - Sila in festa (en castellano: «Antes de la lluvia - Silas de fiesta») es un álbum en directo de varios intérpretes italianos, tales como el grupo Bandabardò, junto con la agrupación chilena invitada Inti-Illimani, la que vivió exiliada en Italia por muchos años durante la dictadura militar de su país.
Fue lanzado en Italia en 2002 y grabada durante la cuarta edición del festival Silainfesta, en beneficio de la campaña contra la desertificación en los países africanos llamada Prima della pioggia. La totalidad de lo recaudado por este álbum se destinó como ayuda directa de los países afectados.

## Lista de canciones
| Prima della pioggia - Sila in festa |                                  |                                          |                                    |          |  |
| N.º                                 | Título                           | Escritor(es)                             | Intérprete                         | Duración |  |
| 1.                                  | «Venti bottiglie di vino»        | E.Greppi, P.Baglioni, A.Finazza          | Bandabardò                         | 3:53     |  |
| 2.                                  | «Mojto f.c.»                     | E.Greppi, P.Baglioni, A.Finazza          | Bandabardò                         | 4:18     |  |
| 3.                                  | «Azalai»                         | Agricantus                               | Agricantus                         | 4:50     |  |
| 4.                                  | «Zíngara»                        | A.Camerini, A.Quintarelli                | Nuove tribù zulu                   | 3:18     |  |
| 5.                                  | «Oceano»                         | A.Camerini, A.Quintarelli                | Nuove tribù zulu                   | 8:09     |  |
| 6.                                  | «Na sciurnata bona»              | A.Petrachi                               | Sud Sound System                   | 4:34     |  |
| 7.                                  | «5 minuti»                       | Maglietta, Manzo                         | Bisca                              | 4:54     |  |
| 8.                                  | «Sottattacco dell'idiozia»       | Manzo, Maglietta, Jacobelli, Della volpe | Bisca                              | 3:45     |  |
| 9.                                  | «Sottattacco dell'idiozia»       | Manzo, Maglietta, Jacobelli, Della volpe | Bisca                              | 3:45     |  |
| 10.                                 | «Medianoche»                     | H.Salinas, P.Manns                       | Inti-Illimani                      | 4:08     |  |
| 11.                                 | «Samba landó»                    | J.Seves, H.Salinas, P.Manns              | Inti-Illimani                      | 4:55     |  |
| 12.                                 | «Santu spiritu vespri siciliani» | A.Mancuso, S.Cammarata                   | Alessandro Mancuso & i Beati Paoli | 3:12     |  |
| 13.                                 | «Pummarola black»                | E' Zezi                                  | E' Zezi                            | 5:23     |  |
| 14.                                 | «O munaciello»                   | tradicional, E' Zezi                     | E' Zezi                            | 4:29     |  |
| 15.                                 | «Estasi o delirio»               | P.Archetti Maestri                       | Yo Yo Mundi                        | 3:47     |  |
| 16.                                 | «Chi si ricorda di G.Meroni»     | P.Archetti Maestri                       | Yo Yo Mundi                        | 2:56     |  |
| 17.                                 | «Nozze»                          | Morino, Barovero, Nsongan                | Mau Mau                            | 6:14     |  |
| 1:14:42                             |                                  |                                          |                                    |          |  |